# Джантуган
Джантуган (Джантуган-Баши, Жантуган, груз. ჯანთუგანი) — вершина Центрального Кавказа, к юго-востоку от верховьев Адылсу. Расположена на границе с Грузией, между горами Башкара и Гумачи. Со склона вершины спускаются ледники Джантуган и Джанкуат.
Название переводится как «вершина, стоящая в стороне» (карач.-балк. джан – «сторона»; турган – «стоящий»; баши – «вершина»). По мнению Дж. Кокова, название происходит от имени балкарца-охотника, не выполнявшего законы общества, в котором он жил, поэтому вынужденного поселиться в верхней части ущелья Адылсу, а затем понявшего свою неправоту — «гора, под которой родилась душа» (или «гора забытой души»: карач.-балк. джан – «душа»; тулган – «забытый»). В карачаево-балкарском языке есть мужское личное имя Джантуган.
Ледник Джанкуат (Джанкуат-Чиран) является одним из ключевых и репрезентативных для гляциологии в России и мире — непрерывные наблюдения за ним ведутся уже более 55 лет на гляциологической станции МГУ. Он является крайним в ущелье Адыл-су. Его название переводится как «мощный крайний ледник» (джан – «сторона»; куат – «мощь»; чиран – «ледник»). 

## Топографические карты
- Лист карты K-38-26-1.